# Марк Бърнел
Марк Бърнел (на английски: Mark Burnell) е английски писател на произведения в жанра шпионски трилър.

## Биография и творчество
Марк Бърнел е роден през 1964 г. в Нортъмбърланд, Англия. Семейството му се премества в Бразилия, където той отраства. След като се връща в Англия с намерението да пише работи на различни места, за да се издържа.
Първият му роман „Freak“ е публикуван през 1994 г.
През 1999 г. е публикуван първият му трилър „Ритъм секция“ от шпионската поредица „Стефани Патрик“. Главната героиня е професионален убиец, с много самоличности, работеща за британското разузнаване. Тя преживява криза на идентичността си след като се влюбва в журналиста Франк Уайт. Книгата е успешна и го прави известен.
Марк Бърнел живее със семейството си в Нортъмбърланд.

## Произведения

### Самостоятелни романи
- Freak (1994)
- Glittering Savages (1995)
- Remote control (2010)

### Серия „Стефани Патрик“ (Stephanie Patrick)
1. The Rhythm Section (1999)
Ритъм секция, изд.: ИК „Прозороц“, София (2008), прев. Стефан Огнянов
2. Chameleon (2001)
Инструмент за убийства, изд.: ИК „Бард“, София (2002), прев. Веселин Лаптев
3. Gemini (2003) – издаден и като „Zoo Station“
4. The Third Woman (2005)
Мишената, изд.: ИК „Прозороц“, София (2006), прев. Павел Талев